# ادن بن زاکن
ادن بن زاکن (عبری: עדן בן זקן‎؛ زادهٔ ۸ ژوئن ۱۹۹۴) یک خواننده اهل اسرائیل است که پس از شرکت در اولین فصل از برنامه تلویزیونی ایکس فاکتور اسرائیل به رسمیت شناخته شد و در آن به مقام دوم دست یافت. به او ۳ بار پیاپی جایزه زن اسرائیل اعطا شده‌است. وی از سال ۲۰۱۳ مشغول فعالیت بوده‌است.